# ویکتور بونی
ویکتور بونی (انگلیسی: Victor Bonney؛ ۱۷ دسامبر ۱۸۷۲ – ۴ ژوئیه ۱۹۵۳) یک پزشک برجسته در زمینه پزشکی زنان اهل بریتانیا بود.
عمده شهرت وی به دلیل اختراع ضدعفونی‌کننده و کاهش عفونت بیمارستانی است.